# World Endurance Championship 2016
Sezon 2016 World Endurance Championship (WEC) – 5. sezon Mistrzostw Świata samochodowych wyścigów długodystansowych organizowanych wspólnie przez FIA i ACO. Rywalizacja odbyła się w czterech klasach: LMP1 i LMP2 dla prototypów Le Mans oraz LMGTE Pro i LMGTE Am dla samochodów klasy GT. Sezon rozpoczął się sześciogodzinnym wyścigiem na torze Silverstone a zakończył rywalizacją na torze w Bahrajnie. W ramach tych Mistrzostw Świata odbył się również wyścig 24h Le Mans.

## Lista startowa
W ramach World Endurance Championship zespoły i kierowcy podzieleni są na 4 kategorie, w zależności od specyfikacji samochodów. Do każdego samochodu przypisanych jest co najmniej trzech kierowców, którzy na zmianę uczestniczą w wyścigu.
| Oznaczenia                                                             | Oznaczenia |
| ---------------------------------------------------------------------- | ---------- |
| Zgłoszenie na cały sezon - Zdobywa punkty do klasyfikacji sezonu       |            |
| Zgłoszenie dodatkowe - Zdobywa punkty jedynie w klasyfikacji kierowców |            |

### LMP1
Jest to grupa najmocniejszych i najszybszych samochodów startujących w WEC. Wszystkie samochody są prototypami zbudowanymi specjalnie do rywalizacji w ramach WEC i mają zamknięty kokpit.
W ramach klasy wyścigowej LMP1 (Le Mans Prototype 1) wyróżnia się dwie podkategorie:
- LMP1-H (od Hybrydy) – startują w niej zespoły fabryczne, a samochody są wyposażone w system ERS (ang. Energy Recovery System) pozwalający na gromadzenie w czasie jazdy energii elektrycznej, a następnie jej wykorzystywanie przy przyspieszaniu.
- LMP1 (bez hybrydy) – startują w niej zespoły prywatne bez zaplecza fabrycznego, a samochody nie są wyposażone w system ERS.

| Zespół                | Samochód            | Silnik                         | Hybryda           | Opony | Nr                   | Kierowca          | Rundy     |
| --------------------- | ------------------- | ------------------------------ | ----------------- | ----- | -------------------- | ----------------- | --------- |
| Porsche Team          | Porsche 919 Hybrid  | Porsche 2.0 L Turbo V4         | Tak               | M     | 1                    | Timo Bernhard     | Wszystkie |
| Porsche Team          | Porsche 919 Hybrid  | Porsche 2.0 L Turbo V4         | Tak               | M     | 1                    | Mark Webber       | Wszystkie |
| Porsche Team          | Porsche 919 Hybrid  | Porsche 2.0 L Turbo V4         | Tak               | M     | 1                    | Brendon Hartley   | Wszystkie |
| Porsche Team          | Porsche 919 Hybrid  | Porsche 2.0 L Turbo V4         | Tak               | M     | 2                    | Romain Dumas      | Wszystkie |
| Porsche Team          | Porsche 919 Hybrid  | Porsche 2.0 L Turbo V4         | Tak               | M     | 2                    | Neel Jani         | Wszystkie |
| Porsche Team          | Porsche 919 Hybrid  | Porsche 2.0 L Turbo V4         | Tak               | M     | 2                    | Marc Lieb         | Wszystkie |
| ByKolles Racing Team  | CLM P1/01           | AER P60 2.4 L Turbo V6         |                   | D     | 4                    | Simon Trummer     | Wszystkie |
| ByKolles Racing Team  | CLM P1/01           | AER P60 2.4 L Turbo V6         | Oliver Webb       | D     | 4                    | Wszystkie         |           |
| ByKolles Racing Team  | CLM P1/01           | AER P60 2.4 L Turbo V6         | Pierre Kaffer     | D     | 4                    | 3–5, 7–9          |           |
| ByKolles Racing Team  | CLM P1/01           | AER P60 2.4 L Turbo V6         | James Rossiter    | D     | 4                    | 1–2               |           |
| Toyota Gazoo Racing   | Toyota TS050 Hybrid | Toyota 2.4 L Turbo V6          | Tak               | M     | 5                    | Sébastien Buemi   | Wszystkie |
| Toyota Gazoo Racing   | Toyota TS050 Hybrid | Toyota 2.4 L Turbo V6          | Tak               | M     | 5                    | Kazuki Nakajima   | Wszystkie |
| Toyota Gazoo Racing   | Toyota TS050 Hybrid | Toyota 2.4 L Turbo V6          | Tak               | M     | 5                    | Anthony Davidson  | 1–4, 6–9  |
| Toyota Gazoo Racing   | Toyota TS050 Hybrid | Toyota 2.4 L Turbo V6          | Tak               | M     | 6                    | Mike Conway       | Wszystkie |
| Toyota Gazoo Racing   | Toyota TS050 Hybrid | Toyota 2.4 L Turbo V6          | Tak               | M     | 6                    | Stéphane Sarrazin | Wszystkie |
| Toyota Gazoo Racing   | Toyota TS050 Hybrid | Toyota 2.4 L Turbo V6          | Tak               | M     | 6                    | Kamui Kobayashi   | Wszystkie |
| Audi Sport Team Joest | Audi R18            | Audi TDI 4.0 L Turbo Diesel V6 | Tak               | M     | 7                    | André Lotterer    | Wszystkie |
| Audi Sport Team Joest | Audi R18            | Audi TDI 4.0 L Turbo Diesel V6 | Tak               | M     | 7                    | Marcel Fässler    | Wszystkie |
| Audi Sport Team Joest | Audi R18            | Audi TDI 4.0 L Turbo Diesel V6 | Tak               | M     | 7                    | Benoît Tréluyer   | 1–3, 5–9  |
| Audi Sport Team Joest | Audi R18            | Audi TDI 4.0 L Turbo Diesel V6 | Tak               | M     | 8                    | Oliver Jarvis     | Wszystkie |
| Audi Sport Team Joest | Audi R18            | Audi TDI 4.0 L Turbo Diesel V6 | Tak               | M     | 8                    | Lucas Di Grassi   | Wszystkie |
| Audi Sport Team Joest | Audi R18            | Audi TDI 4.0 L Turbo Diesel V6 | Tak               | M     | 8                    | Loïc Duval        | Wszystkie |
| Rebellion Racing      | Rebellion R-One     | AER P60 2.4 L Turbo V6         |                   | D     | 12                   | Nick Heidfeld     | 1–4       |
| Rebellion Racing      | Rebellion R-One     | AER P60 2.4 L Turbo V6         | Nicolas Prost     | D     | 12                   | 1–4               |           |
| Rebellion Racing      | Rebellion R-One     | AER P60 2.4 L Turbo V6         | Nelson Piquet Jr. | D     | 12                   | 1–3               |           |
| Rebellion Racing      | Rebellion R-One     | AER P60 2.4 L Turbo V6         | Mathias Beche     | D     | 12                   | 4                 |           |
| Rebellion Racing      | Rebellion R-One     | AER P60 2.4 L Turbo V6         | 13                | D     | Dominik Kraihamer    | Wszystkie         |           |
| Rebellion Racing      | Rebellion R-One     | AER P60 2.4 L Turbo V6         | 13                | D     | Alexandre Imperatori | Wszystkie         |           |
| Rebellion Racing      | Rebellion R-One     | AER P60 2.4 L Turbo V6         | 13                | D     | Mathéo Tuscher       | Wszystkie         |           |
| Listy startowe:       |                     |                                |                   |       |                      |                   |           |

### LMP2
Jest to druga klasa prototypów startujących w WEC. Samochody są słabsze i wolniejsze niż LMP1 oraz nie są wyposażone w system ERS, a w ich konstrukcji można zastosować kokpit zamknięty lub otwarty.
| Zespół                    | Samochód            | Silnik                 | Opony | Nr | Kierowca              | Rundy     |
| ------------------------- | ------------------- | ---------------------- | ----- | -- | --------------------- | --------- |
| G-Drive Racing            | Oreca 05            | Nissan VK45DE 4.5 L V8 | D     | 26 | Roman Rusinow         | Wszystkie |
| G-Drive Racing            | Oreca 05            | Nissan VK45DE 4.5 L V8 | D     | 26 | René Rast             | 1–6, 9    |
| G-Drive Racing            | Oreca 05            | Nissan VK45DE 4.5 L V8 | D     | 26 | Alex Brundle          | 4–9       |
| G-Drive Racing            | Oreca 05            | Nissan VK45DE 4.5 L V8 | D     | 26 | Will Stevens          | 3, 7–8    |
| G-Drive Racing            | Oreca 05            | Nissan VK45DE 4.5 L V8 | D     | 26 | Nathanaël Berthon     | 1–2       |
| G-Drive Racing            | Gibson 015S         | Nissan VK45DE 4.5 L V8 | D     | 38 | Simon Dolan           | 2–3       |
| G-Drive Racing            | Gibson 015S         | Nissan VK45DE 4.5 L V8 | D     | 38 | Jake Dennis           | 2–3       |
| G-Drive Racing            | Gibson 015S         | Nissan VK45DE 4.5 L V8 | D     | 38 | Giedo van der Garde   | 2–3       |
| SMP Racing                | BR Engineering BR01 | Nissan VK45DE 4.5 L V8 | D     | 27 | Maurizio Mediani      | Wszystkie |
| SMP Racing                | BR Engineering BR01 | Nissan VK45DE 4.5 L V8 | D     | 27 | Nicolas Minassian     | Wszystkie |
| SMP Racing                | BR Engineering BR01 | Nissan VK45DE 4.5 L V8 | D     | 27 | Michaił Aloszyn       | 3, 7–9    |
| SMP Racing                | BR Engineering BR01 | Nissan VK45DE 4.5 L V8 | D     | 27 | Dewid Markozow        | 2         |
| SMP Racing                | BR Engineering BR01 | Nissan VK45DE 4.5 L V8 | D     | 37 | Witalij Pietrow       | Wszystkie |
| SMP Racing                | BR Engineering BR01 | Nissan VK45DE 4.5 L V8 | D     | 37 | Wiktor Szajtar        | Wszystkie |
| SMP Racing                | BR Engineering BR01 | Nissan VK45DE 4.5 L V8 | D     | 37 | Kiriłł Ładygin        | Wszystkie |
| Extreme Speed Motorsports | Ligier JS P2        | Nissan VK45DE 4.5 L V8 | D M   | 30 | Scott Sharp           | 1–6       |
| Extreme Speed Motorsports | Ligier JS P2        | Nissan VK45DE 4.5 L V8 | D M   | 30 | Ed Brown              | 1–6       |
| Extreme Speed Motorsports | Ligier JS P2        | Nissan VK45DE 4.5 L V8 | D M   | 30 | Johannes van Overbeek | 1–6       |
| Extreme Speed Motorsports | Ligier JS P2        | Nissan VK45DE 4.5 L V8 | D M   | 30 | Sean Gelael           | 7–9       |
| Extreme Speed Motorsports | Ligier JS P2        | Nissan VK45DE 4.5 L V8 | D M   | 30 | Antonio Giovinazzi    | 7–8       |
| Extreme Speed Motorsports | Ligier JS P2        | Nissan VK45DE 4.5 L V8 | D M   | 30 | Giedo van der Garde   | 7, 9      |
| Extreme Speed Motorsports | Ligier JS P2        | Nissan VK45DE 4.5 L V8 | D M   | 30 | Tom Blomqvist         | 8         |
| Extreme Speed Motorsports | Ligier JS P2        | Nissan VK45DE 4.5 L V8 | D M   | 30 | Tom Dillmann          | 9         |
| Extreme Speed Motorsports | Ligier JS P2        | Nissan VK45DE 4.5 L V8 | D M   | 31 | Pipo Derani           | Wszystkie |
| Extreme Speed Motorsports | Ligier JS P2        | Nissan VK45DE 4.5 L V8 | D M   | 31 | Ryan Dalziel          | Wszystkie |
| Extreme Speed Motorsports | Ligier JS P2        | Nissan VK45DE 4.5 L V8 | D M   | 31 | Chris Cumming         | Wszystkie |
| Baxi DC Racing Alpine     | Alpine A460         | Nissan VK45DE 4.5 L V8 | D     | 35 | David Cheng           | Wszystkie |
| Baxi DC Racing Alpine     | Alpine A460         | Nissan VK45DE 4.5 L V8 | D     | 35 | Ho-Pin Tung           | Wszystkie |
| Baxi DC Racing Alpine     | Alpine A460         | Nissan VK45DE 4.5 L V8 | D     | 35 | Nelson Panciatici     | 1–6       |
| Baxi DC Racing Alpine     | Alpine A460         | Nissan VK45DE 4.5 L V8 | D     | 35 | Paul-Loup Chatin      | 7–9       |
| Signatech Alpine          | Alpine A460         | Nissan VK45DE 4.5 L V8 | D     | 36 | Gustavo Menezes       | Wszystkie |
| Signatech Alpine          | Alpine A460         | Nissan VK45DE 4.5 L V8 | D     | 36 | Nicolas Lapierre      | Wszystkie |
| Signatech Alpine          | Alpine A460         | Nissan VK45DE 4.5 L V8 | D     | 36 | Stéphane Richelmi     | Wszystkie |
| Strakka Racing            | Gibson 015S         | Nissan VK45DE 4.5 L V8 | D     | 42 | Jonny Kane            | 1–7       |
| Strakka Racing            | Gibson 015S         | Nissan VK45DE 4.5 L V8 | D     | 42 | Nick Leventis         | 1–6       |
| Strakka Racing            | Gibson 015S         | Nissan VK45DE 4.5 L V8 | D     | 42 | Lewis Williamson      | 4–7       |
| Strakka Racing            | Gibson 015S         | Nissan VK45DE 4.5 L V8 | D     | 42 | Danny Watts           | 1–3       |
| RGR Sport by Morand       | Ligier JS P2        | Nissan VK45DE 4.5 L V8 | D     | 43 | Filipe Albuquerque    | Wszystkie |
| RGR Sport by Morand       | Ligier JS P2        | Nissan VK45DE 4.5 L V8 | D     | 43 | Bruno Senna           | Wszystkie |
| RGR Sport by Morand       | Ligier JS P2        | Nissan VK45DE 4.5 L V8 | D     | 43 | Ricardo González      | Wszystkie |
| Manor                     | Oreca 05            | Nissan VK45DE 4.5 L V8 | D     | 44 | Matt Rao              | 3, 5–9    |
| Manor                     | Oreca 05            | Nissan VK45DE 4.5 L V8 | D     | 44 | Tor Graves            | 1–4       |
| Manor                     | Oreca 05            | Nissan VK45DE 4.5 L V8 | D     | 44 | Richard Bradley       | 5–9       |
| Manor                     | Oreca 05            | Nissan VK45DE 4.5 L V8 | D     | 44 | Roberto Merhi         | 3, 6–7    |
| Manor                     | Oreca 05            | Nissan VK45DE 4.5 L V8 | D     | 44 | James Jakes           | 1–2       |
| Manor                     | Oreca 05            | Nissan VK45DE 4.5 L V8 | D     | 44 | Will Stevens          | 1–2       |
| Manor                     | Oreca 05            | Nissan VK45DE 4.5 L V8 | D     | 44 | Alex Lynn             | 8–9       |
| Manor                     | Oreca 05            | Nissan VK45DE 4.5 L V8 | D     | 44 | Antônio Pizzonia      | 4         |
| Manor                     | Oreca 05            | Nissan VK45DE 4.5 L V8 | D     | 44 | Matthew Howson        | 4         |
| Manor                     | Oreca 05            | Nissan VK45DE 4.5 L V8 | D     | 44 | Alfonso Toledano Jr.  | 5         |
| Manor                     | Oreca 05            | Nissan VK45DE 4.5 L V8 | D     | 45 | Roberto Merhi         | 1–2, 4, 9 |
| Manor                     | Oreca 05            | Nissan VK45DE 4.5 L V8 | D     | 45 | Matt Rao              | 1–2, 4    |
| Manor                     | Oreca 05            | Nissan VK45DE 4.5 L V8 | D     | 45 | Richard Bradley       | 1–2, 4    |
| Manor                     | Oreca 05            | Nissan VK45DE 4.5 L V8 | D     | 45 | Tor Graves            | 7–8       |
| Manor                     | Oreca 05            | Nissan VK45DE 4.5 L V8 | D     | 45 | Roberto González      | 8–9       |
| Manor                     | Oreca 05            | Nissan VK45DE 4.5 L V8 | D     | 45 | Alex Lynn             | 7         |
| Manor                     | Oreca 05            | Nissan VK45DE 4.5 L V8 | D     | 45 | Shinji Nakano         | 7         |
| Manor                     | Oreca 05            | Nissan VK45DE 4.5 L V8 | D     | 45 | Mathias Beche         | 8         |
| Manor                     | Oreca 05            | Nissan VK45DE 4.5 L V8 | D     | 45 | Julien Canal          | 9         |
| Listy startowe:           |                     |                        |       |    |                       |           |

### LMGTE Pro
Klasa LMGTE Pro (od Profesjonaliści) jest przeznaczona głównie dla zawodowych kierowców wyścigowych. Dopuszczone do startu są w niej samochody zbudowane na podstawie seryjnych pojazdów GT, które są aktualnie w produkcji i mają swoje wersje dopuszczone do ruchu drogowego oraz istnieje możliwość ich zakupu w sieciach dealerskich.
| Zespół                    | Samochód                 | Silnik                        | Opony | Nr | Kierowca              | Rundy     |
| ------------------------- | ------------------------ | ----------------------------- | ----- | -- | --------------------- | --------- |
| AF Corse                  | Ferrari 488 GTE          | Ferrari F154CB 3.9 L Turbo V8 | M     | 51 | Gianmaria Bruni       | Wszystkie |
| AF Corse                  | Ferrari 488 GTE          | Ferrari F154CB 3.9 L Turbo V8 | M     | 51 | James Calado          | Wszystkie |
| AF Corse                  | Ferrari 488 GTE          | Ferrari F154CB 3.9 L Turbo V8 | M     | 51 | Alessandro Pier Guidi | 3         |
| AF Corse                  | Ferrari 488 GTE          | Ferrari F154CB 3.9 L Turbo V8 | M     | 71 | Davide Rigon          | Wszystkie |
| AF Corse                  | Ferrari 488 GTE          | Ferrari F154CB 3.9 L Turbo V8 | M     | 71 | Sam Bird              | Wszystkie |
| AF Corse                  | Ferrari 488 GTE          | Ferrari F154CB 3.9 L Turbo V8 | M     | 71 | Andrea Bertolini      | 3         |
| Ford Chip Ganassi Team UK | Ford GT                  | Ford EcoBoost 3.5 L Turbo V6  | M     | 66 | Olivier Pla           | Wszystkie |
| Ford Chip Ganassi Team UK | Ford GT                  | Ford EcoBoost 3.5 L Turbo V6  | M     | 66 | Stefan Mücke          | Wszystkie |
| Ford Chip Ganassi Team UK | Ford GT                  | Ford EcoBoost 3.5 L Turbo V6  | M     | 66 | Billy Johnson         | 1–3       |
| Ford Chip Ganassi Team UK | Ford GT                  | Ford EcoBoost 3.5 L Turbo V6  | M     | 67 | Andy Priaulx          | Wszystkie |
| Ford Chip Ganassi Team UK | Ford GT                  | Ford EcoBoost 3.5 L Turbo V6  | M     | 67 | Harry Tincknell       | Wszystkie |
| Ford Chip Ganassi Team UK | Ford GT                  | Ford EcoBoost 3.5 L Turbo V6  | M     | 67 | Marino Franchitti     | 1–6       |
| Dempsey-Proton Racing     | Porsche 911 RSR          | Porsche 4.0 L Flat-6          | M     | 77 | Richard Lietz         | Wszystkie |
| Dempsey-Proton Racing     | Porsche 911 RSR          | Porsche 4.0 L Flat-6          | M     | 77 | Michael Christensen   | Wszystkie |
| Dempsey-Proton Racing     | Porsche 911 RSR          | Porsche 4.0 L Flat-6          | M     | 77 | Philipp Eng           | 3         |
| Aston Martin Racing       | Aston Martin Vantage GTE | Aston Martin 4.5 L V8         | D     | 95 | Nicki Thiim           | Wszystkie |
| Aston Martin Racing       | Aston Martin Vantage GTE | Aston Martin 4.5 L V8         | D     | 95 | Marco Sørensen        | Wszystkie |
| Aston Martin Racing       | Aston Martin Vantage GTE | Aston Martin 4.5 L V8         | D     | 95 | Darren Turner         | 1–3       |
| Aston Martin Racing       | Aston Martin Vantage GTE | Aston Martin 4.5 L V8         | D     | 97 | Richie Stanaway       | 1–5, 7–8  |
| Aston Martin Racing       | Aston Martin Vantage GTE | Aston Martin 4.5 L V8         | D     | 97 | Darren Turner         | 4–9       |
| Aston Martin Racing       | Aston Martin Vantage GTE | Aston Martin 4.5 L V8         | D     | 97 | Fernando Rees         | 1–3, 6    |
| Aston Martin Racing       | Aston Martin Vantage GTE | Aston Martin 4.5 L V8         | D     | 97 | Jonathan Adam         | 2–3, 9    |
| Listy startowe:           |                          |                               |       |    |                       |           |

### LMGTE Am
Klasa LMGTE Am (od Amatorzy) jest przeznaczona głównie dla amatorskich kierowców wyścigowych. Dopuszczone do startu są w niej samochody zbudowane na podstawie seryjnych pojazdów GT, które są aktualnie w produkcji i mają swoje wersje dopuszczone do ruchu drogowego oraz istnieje możliwość ich zakupu w sieciach dealerskich.
| Zespół                  | Samochód                 | Silnik                   | Opony | Nr | Kierowca                 | Rundy     |
| ----------------------- | ------------------------ | ------------------------ | ----- | -- | ------------------------ | --------- |
| Larbre Compétition      | Chevrolet Corvette C7.R  | Chevrolet LT5.5 5.5 L V8 | M     | 50 | Pierre Ragues            | Wszystkie |
| Larbre Compétition      | Chevrolet Corvette C7.R  | Chevrolet LT5.5 5.5 L V8 | M     | 50 | Yutaka Yamagishi         | 1–5, 7    |
| Larbre Compétition      | Chevrolet Corvette C7.R  | Chevrolet LT5.5 5.5 L V8 | M     | 50 | Ricky Taylor             | 5–9       |
| Larbre Compétition      | Chevrolet Corvette C7.R  | Chevrolet LT5.5 5.5 L V8 | M     | 50 | Paolo Ruberti            | 1–2, 4    |
| Larbre Compétition      | Chevrolet Corvette C7.R  | Chevrolet LT5.5 5.5 L V8 | M     | 50 | Romain Brandela          | 8–9       |
| Larbre Compétition      | Chevrolet Corvette C7.R  | Chevrolet LT5.5 5.5 L V8 | M     | 50 | Jean-Philippe Belloc     | 3         |
| Larbre Compétition      | Chevrolet Corvette C7.R  | Chevrolet LT5.5 5.5 L V8 | M     | 50 | Lars Viljoen             | 6         |
| KCMG                    | Porsche 911 RSR          | Porsche 4.0 L Flat-6     | M     | 78 | Christian Ried           | Wszystkie |
| KCMG                    | Porsche 911 RSR          | Porsche 4.0 L Flat-6     | M     | 78 | Wolf Henzler             | Wszystkie |
| KCMG                    | Porsche 911 RSR          | Porsche 4.0 L Flat-6     | M     | 78 | Joël Camathias           | Wszystkie |
| AF Corse                | Ferrari 458 Italia GT2   | Ferrari 4.5 L V8         | M     | 55 | Duncan Cameron           | 3         |
| AF Corse                | Ferrari 458 Italia GT2   | Ferrari 4.5 L V8         | M     | 55 | Aaron Scott              | 3         |
| AF Corse                | Ferrari 458 Italia GT2   | Ferrari 4.5 L V8         | M     | 55 | Matt Griffin             | 3         |
| AF Corse                | Ferrari 458 Italia GT2   | Ferrari 4.5 L V8         | M     | 83 | François Perrodo         | Wszystkie |
| AF Corse                | Ferrari 458 Italia GT2   | Ferrari 4.5 L V8         | M     | 83 | Emmanuel Collard         | Wszystkie |
| AF Corse                | Ferrari 458 Italia GT2   | Ferrari 4.5 L V8         | M     | 83 | Rui Águas                | Wszystkie |
| Gulf Racing             | Porsche 911 RSR          | Porsche 4.0 L Flat-6     | M     | 86 | Michael Wainwright       | Wszystkie |
| Gulf Racing             | Porsche 911 RSR          | Porsche 4.0 L Flat-6     | M     | 86 | Adam Carroll             | Wszystkie |
| Gulf Racing             | Porsche 911 RSR          | Porsche 4.0 L Flat-6     | M     | 86 | Ben Barker               | Wszystkie |
| Abu Dhabi-Proton Racing | Porsche 911 RSR          | Porsche 4.0 L Flat-6     | M     | 88 | Chalid al-Kubajsi        | Wszystkie |
| Abu Dhabi-Proton Racing | Porsche 911 RSR          | Porsche 4.0 L Flat-6     | M     | 88 | David Heinemeier Hansson | Wszystkie |
| Abu Dhabi-Proton Racing | Porsche 911 RSR          | Porsche 4.0 L Flat-6     | M     | 88 | Patrick Long             | 2–5, 7–9  |
| Abu Dhabi-Proton Racing | Porsche 911 RSR          | Porsche 4.0 L Flat-6     | M     | 88 | Klaus Bachler            | 1         |
| Abu Dhabi-Proton Racing | Porsche 911 RSR          | Porsche 4.0 L Flat-6     | M     | 88 | Kévin Estre              | 6         |
| Aston Martin Racing     | Aston Martin Vantage GTE | Aston Martin 4.5 L V8    | D M   | 98 | Paul Dalla Lana          | Wszystkie |
| Aston Martin Racing     | Aston Martin Vantage GTE | Aston Martin 4.5 L V8    | D M   | 98 | Pedro Lamy               | Wszystkie |
| Aston Martin Racing     | Aston Martin Vantage GTE | Aston Martin 4.5 L V8    | D M   | 98 | Mathias Lauda            | Wszystkie |
| Aston Martin Racing     | Aston Martin Vantage GTE | Aston Martin 4.5 L V8    | D M   | 99 | Andrew Howard            | 3         |
| Aston Martin Racing     | Aston Martin Vantage GTE | Aston Martin 4.5 L V8    | D M   | 99 | Liam Griffin             | 3         |
| Aston Martin Racing     | Aston Martin Vantage GTE | Aston Martin 4.5 L V8    | D M   | 99 | Gary Hirsch              | 3         |
| Listy startowe:         |                          |                          |       |    |                          |           |

## Kalendarz
Kalendarz wyścigów na sezon 2016 został ogłoszony przez ACO we wrześniu 2015 roku. Istotną zmianą w porównaniu do poprzedniego sezony było zwiększenie liczby wyścigów do 9 rund.
W marcu przed rozpoczęciem sezonu na torze Circuit Paul Ricard odbyła się sesja testowa, a dodatkowa obowiązkowa sesja testowa odbyła się w pierwszym tygodniu czerwca przed wyścigiem 24h Le Mans.
| Runda | Data            | Wyścig                             | Tor                            | Miejsce                      |
| ----- | --------------- | ---------------------------------- | ------------------------------ | ---------------------------- |
| 1     | 17 kwietnia     | 6 Hours of Silverstone             | Silverstone Circuit            | Silverstone, Wielka Brytania |
| 2     | 7 maja          | 6 Hours of Spa-Francorchamps 2016  | Circuit de Spa-Francorchamps   | Stavelot, Belgia             |
| 3     | 18-19 czerwca   | 24 Hours of Le Mans                | Circuit de la Sarthe           | Le Mans, Francja             |
| 4     | 24 lipca        | 6 Hours of Nürburgring 2016        | Nürburgring                    | Nürburg, Niemcy              |
| 5     | 3 września      | 6 Hours of Mexico                  | Autódromo Hermanos Rodríguez   | Meksyk, Meksyk               |
| 6     | 17 września     | 6 Hours of Circuit of the Americas | Circuit of the Americas        | Austin, USA                  |
| 7     | 16 października | 6 Hours of Fuji                    | Fuji Speedway                  | Oyama, Japonia               |
| 8     | 6 listopada     | 6 Hours of Shanghai                | Shanghai International Circuit | Szanghaj, Chiny              |
| 9     | 19 listopada    | 6 Hours of Bahrain                 | Bahrain International Circuit  | Sakhir, Bahrajn              |

## Wyniki
| Runda | Wyścig            | Zwycięzcy LMP1                                | Zwycięzcy LMP2                                     | Zwycięzcy LMGTE Pro                    | Zwycięzcy LMGTE Am                                      | Wyniki szczegółowe |
| ----- | ----------------- | --------------------------------------------- | -------------------------------------------------- | -------------------------------------- | ------------------------------------------------------- | ------------------ |
| 1     | Silverstone       | #2 Porsche Team                               | #43 RGR Sport by Morand                            | #71 AF Corse                           | #83 AF Corse                                            | Wyniki             |
| 1     | Silverstone       | Marc Lieb Neel Jani Romain Dumas              | Filipe Albuquerque Bruno Senna Ricardo González    | Davide Rigon Sam Bird                  | François Perrodo Emmanuel Collard Rui Águas             | Wyniki             |
| 2     | Spa-Francorchamps | #8 Audi Sport Team Joest                      | #36 Signatech Alpine                               | #71 AF Corse                           | #98 Aston Martin Racing                                 | Wyniki             |
| 2     | Spa-Francorchamps | Oliver Jarvis Lucas Di Grassi Loïc Duval      | Gustavo Menezes Nicolas Lapierre Stéphane Richelmi | Davide Rigon Sam Bird                  | Paul Dalla Lana Pedro Lamy Mathias Lauda                | Wyniki             |
| 3     | Le Mans           | #2 Porsche Team                               | #36 Signatech Alpine                               | #66 Ford Chip Ganassi Team UK          | #83 AF Corse                                            | Wyniki             |
| 3     | Le Mans           | Marc Lieb Neel Jani Romain Dumas              | Gustavo Menezes Nicolas Lapierre Stéphane Richelmi | Olivier Pla Stefan Mücke Billy Johnson | François Perrodo Emmanuel Collard Rui Águas             | Wyniki             |
| 4     | Nürburgring       | #1 Porsche Team                               | #36 Signatech Alpine                               | #51 AF Corse                           | #98 Aston Martin Racing                                 | Wyniki             |
| 4     | Nürburgring       | Mark Webber Brendon Hartley Timo Bernhard     | Gustavo Menezes Nicolas Lapierre Stéphane Richelmi | Gianmaria Bruni James Calado           | Paul Dalla Lana Pedro Lamy Mathias Lauda                | Wyniki             |
| 5     | Mexico City       | #1 Porsche Team                               | #43 RGR Sport by Morand                            | #97 Aston Martin Racing                | #88 Abu Dhabi-Proton Racing                             | Wyniki             |
| 5     | Mexico City       | Mark Webber Brendon Hartley Timo Bernhard     | Filipe Albuquerque Bruno Senna Ricardo González    | Darren Turner Richie Stanaway          | Chalid al-Kubajsi Patrick Long David Heinemeier Hansson | Wyniki             |
| 6     | Austin            | #1 Porsche Team                               | #36 Signatech Alpine                               | #95 Aston Martin Racing                | #98 Aston Martin Racing                                 | Wyniki             |
| 6     | Austin            | Mark Webber Brendon Hartley Timo Bernhard     | Gustavo Menezes Nicolas Lapierre Stéphane Richelmi | Nicki Thiim Marco Sørensen             | Paul Dalla Lana Pedro Lamy Mathias Lauda                | Wyniki             |
| 7     | Fuji              | #6 Toyota Gazoo Racing                        | #26 G-Drive Racing                                 | #67 Ford Chip Ganassi Team UK          | #98 Aston Martin Racing                                 | Wyniki             |
| 7     | Fuji              | Stéphane Sarrazin Mike Conway Kamui Kobayashi | Roman Rusinow Alex Brundle Will Stevens            | Andy Priaulx Harry Tincknell           | Paul Dalla Lana Pedro Lamy Mathias Lauda                | Wyniki             |
| 8     | Shanghai          | #1 Porsche Team                               | #26 G-Drive Racing                                 | #67 Ford Chip Ganassi Team UK          | #98 Aston Martin Racing                                 | Wyniki             |
| 8     | Shanghai          | Mark Webber Brendon Hartley Timo Bernhard     | Roman Rusinow Alex Brundle Will Stevens            | Andy Priaulx Harry Tincknell           | Paul Dalla Lana Pedro Lamy Mathias Lauda                | Wyniki             |
| 9     | Bahrain           | #8 Audi Sport Team Joest                      | #26 G-Drive Racing                                 | #95 Aston Martin Racing                | #88 Abu Dhabi-Proton Racing                             | Wyniki             |
| 9     | Bahrain           | Oliver Jarvis Lucas Di Grassi Loïc Duval      | Roman Rusinow Alex Brundle René Rast               | Nicki Thiim Marco Sørensen             | Chalid al-Kubajsi Patrick Long David Heinemeier Hansson | Wyniki             |

## Klasyfikacje
Aby zostać sklasyfikowanym, każdy samochód musi ukończyć wyścig (przejechać przez linię mety po zakończeniu czasu wyścigu) oraz przejechać co najmniej 70% dystansu, który został pokonany przez zwycięską ekipę. 
| System punktacji | System punktacji | System punktacji | System punktacji | System punktacji | System punktacji | System punktacji | System punktacji | System punktacji | System punktacji | System punktacji | System punktacji | System punktacji |
| Pozycja          | 1                | 2                | 3                | 4                | 5                | 6                | 7                | 8                | 9                | 10               | P                | pole position    |
| ---------------- | ---------------- | ---------------- | ---------------- | ---------------- | ---------------- | ---------------- | ---------------- | ---------------- | ---------------- | ---------------- | ---------------- | ---------------- |
| Wyścig 6h        | 25               | 18               | 15               | 12               | 10               | 8                | 6                | 4                | 2                | 1                | 0.5              | 1                |
| Le Mans          | 50               | 36               | 30               | 24               | 20               | 16               | 12               | 8                | 4                | 2                | 1                | 1                |

### Klasyfikacje kierowców

#### Mistrzostwo Świata Kierowców LMP
Jedynie kierowcy prototypów LMP1 i LMP2. Pierwsze 20 miejsc klasyfikacji:
| Poz. | Kierowca                                              | Zespół                    | SIL | SPA | LMS | NUR | MEX | COA | FUJ | SHA | BHR | Punkty |
| ---- | ----------------------------------------------------- | ------------------------- | --- | --- | --- | --- | --- | --- | --- | --- | --- | ------ |
| 1    | Marc Lieb Neel Jani Romain Dumas                      | Porsche Team              | 1   | 2   | 1   | 4   | 4   | 4   | 5   | 4   | 6   | 160    |
| 2    | Oliver Jarvis Lucas Di Grassi Loïc Duval              | Audi Sport Team Joest     | NU  | 1   | 3   | 2   | 15  | 2   | 2   | 5   | 1   | 147.5  |
| 3    | Mike Conway Stéphane Sarrazin Kamui Kobayashi         | Toyota Gazoo Racing       | 2   | NU  | 2   | 6   | 3   | 3   | 1   | 2   | 5   | 145    |
| 4    | Mark Webber Brendon Hartley Timo Bernhard             | Porsche Team              | NU  | 16  | 10  | 1   | 1   | 1   | 3   | 1   | 3   | 134.5  |
| 5    | André Lotterer Marcel Fässler                         | Audi Sport Team Joest     | WYK | 5   | 4   | 3   | 2   | 6   | NU  | 6   | 2   | 104    |
| 6    | Benoît Tréluyer                                       | Audi Sport Team Joest     | WYK | 5   | 4   | –   | WYC | 6   | NU  | 6   | 2   | 70     |
| 7    | Dominik Kraihamer Alexandre Imperatori Mathéo Tuscher | Rebellion Racing          | 3   | 3   | NU  | 7   | 5   | 7   | 6   | 17  | 7   | 66.5   |
| 8    | Sébastien Buemi Kazuki Nakajima                       | Toyota Gazoo Racing       | 16  | 17  | NS  | 5   | NU  | 5   | 4   | 3   | 4   | 60     |
| 8    | Anthony Davidson                                      | Toyota Gazoo Racing       | 16  | 17  | NS  | 5   | –   | 5   | 4   | 3   | 4   | 60     |
| 9    | Gustavo Menezes Nicolas Lapierre Stéphane Richelmi    | Signatech Alpine          | 8   | 7   | 5   | 8   | 7   | 8   | 9   | 11  | 11  | 47     |
| 10   | Roman Rusinow                                         | G-Drive Racing            | 7   | 11  | 6   | NU  | 12  | 10  | 7   | 8   | 9   | 36     |
| 11   | Filipe Albuquerque Bruno Senna Ricardo González       | RGR Sport by Morand       | 5   | 10  | 11  | 9   | 6   | 9   | 8   | 10  | 10  | 30     |
| 12   | Will Stevens                                          | Manor                     | NU  | 14  | –   | –   | –   | –   | –   | –   | –   | 26.5   |
| 12   | Will Stevens                                          | G-Drive Racing            | –   | –   | 6   | –   | –   | –   | 7   | 8   | –   | 26.5   |
| 13   | René Rast                                             | G-Drive Racing            | 7   | 11  | 6   | NU  | 12  | 10  | –   | –   | 9   | 26     |
| 14   | Nick Heidfeld Nicolas Prost                           | Rebellion Racing          | 4   | 4   | 13  | 17  | –   | –   | –   | –   | –   | 25.5   |
| 15   | Nelson Piquet Jr.                                     | Rebellion Racing          | 4   | 4   | 13  | –   | –   | –   | –   | –   | –   | 25     |
| 16   | Pipo Derani Ryan Dalziel Chris Cumming                | Extreme Speed Motorsports | 6   | 8   | 14  | 10  | 8   | 13  | 11  | 12  | 12  | 20     |
| 17   | Simon Trummer Oliver Webb                             | ByKolles Racing Team      | 14  | 6   | NU  | NU  | 21  | 11  | NU  | 7   | 8   | 19.5   |
| 18   | Wiktor Szajtar Witalij Pietrow Kiriłł Ładygin         | SMP Racing                | 12  | 24  | 7   | 13  | NU  | 14  | 16  | 14  | 16  | 15.5   |
| 19   | Alex Brundle                                          | G-Drive Racing            | –   | –   | –   | NU  | 13  | 10  | 7   | 8   | 9   | 13.5   |
| 20   | Jonny Kane                                            | Strakka Racing            | 9   | NU  | 8   | 11  | 9   | NU  | 12  | –   | –   | 13     |
| Poz. | Kierowca                                              | Zespół                    | SIL | SPA | LMS | NUR | MEX | COA | FUJ | SHA | BHR | Punkty |

| Legenda     | Legenda                  |
| Oznaczenie  | Wyjaśnienie              |
| ----------- | ------------------------ |
| Złoty       | Zwycięstwo               |
| Srebrny     | 2. miejsce               |
| Brązowy     | 3. miejsce               |
| Zielony     | Miejsce punktowane       |
| Niebieski   | Niesklasyfikowany (NS)   |
| Różowy      | Nie ukończył (NU)        |
| Czarny      | Zdyskwalifikowany (DK)   |
| Czarny      | Wykluczony (WYK)         |
| Biały       | Nie wystartował (NW)     |
| Biały       | Wyścig odwołany (OD)     |
| Bez koloru  | Wycofany (WYC)           |
| Bez koloru  | Nie został zgłoszony (–) |
| Pogrubienie | Pole position            |

#### Puchar Świata Kierowców GT
Jedynie kierowcy klas GT – LMGTE Pro i LMGTE Am. Pierwsze 20 miejsc klasyfikacji:
| Poz. | Kierowca                                    | Zespół                    | SIL | SPA | LMS | NUR | MEX | COA | FUJ | SHA | BHR | Punkty |
| ---- | ------------------------------------------- | ------------------------- | --- | --- | --- | --- | --- | --- | --- | --- | --- | ------ |
| 1    | Nicki Thiim Marco Sørensen                  | Aston Martin Racing       | 3   | NU  | 2   | 3   | 3   | 1   | 5   | 4   | 1   | 156    |
| 2    | Davide Rigon Sam Bird                       | AF Corse                  | 1   | 1   | NU  | 2   | 4   | 3   | 4   | 5   | 3   | 134    |
| 3    | Gianmaria Bruni James Calado                | AF Corse                  | 2   | NU  | NU  | 1   | 2   | 2   | 3   | 3   | 2   | 128    |
| 4    | Stefan Mücke Olivier Pla                    | Ford Chip Ganassi Team UK | 5   | NU  | 1   | 4   | 11  | 13  | 2   | 2   | 6   | 118    |
| 5    | Andy Priaulx Harry Tincknell                | Ford Chip Ganassi Team UK | 4   | 2   | 10  | 12  | 5   | 4   | 1   | 1   | 4   | 117.5  |
| 6    | Darren Turner                               | Aston Martin Racing       | 3   | NU  | 2   | 5   | 1   | 5   | 6   | NU  | 5   | 115    |
| 7    | Richie Stanaway                             | Aston Martin Racing       | NU  | 3   | 3   | 5   | 1   | –   | 6   | NU  | –   | 88     |
| 8    | Michael Christensen Richard Lietz           | Dempsey-Proton Racing     | 9   | 4   | 6   | 6   | 6   | 6   | 7   | 6   | 7   | 74     |
| 9    | Billy Johnson                               | Ford Chip Ganassi Team UK | 5   | NU  | 1   | –   | –   | –   | –   | –   | –   | 60     |
| 10   | Jonathan Adam                               | Aston Martin Racing       | –   | 3   | 3   | –   | –   | –   | –   | –   | 5   | 56     |
| 11   | Emmanuel Collard François Perrodo Rui Águas | AF Corse                  | 6   | 6   | 4   | 8   | 8   | 12  | 9   | 8   | 10  | 55.5   |
| 12   | Fernando Rees                               | Aston Martin Racing       | NU  | 3   | 3   | –   | –   | 5   | –   | –   | –   | 55     |
| 13   | Marino Franchitti                           | Ford Chip Ganassi Team UK | 4   | 2   | 10  | 12  | 5   | 4   | –   | –   | –   | 54.5   |
| 14   | Mathias Lauda Pedro Lamy Paul Dalla Lana    | Aston Martin Racing       | 7   | 5   | NU  | 7   | NU  | 7   | 8   | 7   | NU  | 38     |
| 15   | Chalid al-Kubajsi David Heinemeier Hansson  | Abu Dhabi-Proton Racing   | 11  | 10  | 5   | 10  | 7   | 11  | 12  | 10  | 8   | 34.5   |
| 16   | Patrick Long                                | Abu Dhabi-Proton Racing   | –   | 10  | 5   | 10  | 7   | –   | 12  | 10  | 8   | 33.5   |
| 17   | Pierre Ragues                               | Larbre Compétition        | 8   | 7   | 9   | 9   | NU  | 9   | 13  | 11  | 12  | 19.5   |
| 18   | Adam Carroll Ben Barker Michael Wainwright  | Gulf Racing               | NU  | 9   | 7   | 11  | 10  | 10  | 11  | 12  | 11  | 18     |
| 19   | Christian Ried Joël Camathias Wolf Henzler  | KCMG                      | 10  | 8   | 11  | DK  | 9   | 8   | 10  | 9   | 9   | 17     |
| 20   | Yutaka Yamagishi                            | Larbre Compétition        | 8   | 7   | 9   | 9   | NU  | –   | 13  | –   | –   | 16.5   |
| Poz. | Kierowca                                    | Zespół                    | SIL | SPA | LMS | NUR | MEX | COA | FUJ | SHA | BHR | Punkty |

#### Trofeum Endurance dla kierowców prywatnych ekip LMP1
Jedynie kierowcy prywatnych ekip w klasie LMP1 (samochody niehybrydowe).
| Poz. | Kierowca                                              | Zespół               | SIL | SPA | LMS | NUR | MEX | COA | FUJ | SHA | BHR | Punkty |
| ---- | ----------------------------------------------------- | -------------------- | --- | --- | --- | --- | --- | --- | --- | --- | --- | ------ |
| 1    | Dominik Kraihamer Alexandre Imperatori Mathéo Tuscher | Rebellion Racing     | 1   | 1   | NU  | 1   | 1   | 1   | 1   | 2   | 1   | 193    |
| 2    | Oliver Webb Simon Trummer                             | ByKolles Racing Team | 3   | 3   | NU  | NU  | 2   | 2   | NU  | 1   | 2   | 109    |
| 3    | Nick Heidfeld Nicolas Prost                           | Rebellion Racing     | 2   | 2   | 1   | 2   | –   | –   | –   | –   | –   | 104    |
| 4    | Nelson Piquet Jr.                                     | Rebellion Racing     | 2   | 2   | 1   | –   | –   | –   | –   | –   | –   | 86     |
| 5    | Pierre Kaffer                                         | ByKolles Racing Team | –   | –   | NU  | NU  | 2   | –   | NU  | 1   | 2   | 61     |
| 6    | James Rossiter                                        | ByKolles Racing Team | 3   | 3   | –   | –   | –   | –   | –   | –   | –   | 30     |
| 7    | Mathias Beche                                         | Rebellion Racing     | –   | –   | –   | 2   | –   | –   | –   | –   | –   | 18     |

#### Trofeum Endurance dla kierowców LMP2
Jedynie kierowcy startujący w klasie LMP2. Pierwsze 20 miejsc klasyfikacji:
| Poz. | Kierowca                                           | Zespół                    | SIL | SPA | LMS | NUR | MEX | COA | FUJ | SHA | BHR | Punkty |
| ---- | -------------------------------------------------- | ------------------------- | --- | --- | --- | --- | --- | --- | --- | --- | --- | ------ |
| 1    | Gustavo Menezes Nicolas Lapierre Stéphane Richelmi | Signatech Alpine          | 4   | 1   | 1   | 1   | 2   | 1   | 3   | 4   | 3   | 199    |
| 2    | Filipe Albuquerque Bruno Senna Ricardo González    | RGR Sport by Morand       | 1   | 4   | 6   | 2   | 1   | 2   | 2   | 3   | 2   | 166    |
| 3    | Roman Rusinow                                      | G-Drive Racing            | 3   | 5   | 2   | NU  | 7   | 3   | 1   | 1   | 1   | 162    |
| 4    | Pipo Derani Ryan Dalziel Chris Cumming             | Extreme Speed Motorsports | 2   | 2   | 8   | 3   | 3   | 5   | 5   | 5   | 4   | 116    |
| 5    | René Rast                                          | G-Drive Racing            | 3   | 5   | 2   | NU  | 7   | 3   | –   | –   | 1   | 111    |
| 6    | Alex Brundle                                       | G-Drive Racing            | –   | –   | –   | NU  | 7   | 3   | 1   | 1   | 1   | 98     |
| 7    | Will Stevens                                       | Manor                     | NU  | 8   | –   | –   | –   | –   | –   | –   | –   | 92     |
| 7    | Will Stevens                                       | G-Drive Racing            | –   | –   | 2   | –   | –   | –   | 1   | 1   | –   | 92     |
| 8    | Jonny Kane                                         | Strakka Racing            | 5   | NU  | 4   | 4   | 4   | NU  | 6   | –   | –   | 66     |
| 9    | Kiriłł Ładygin Witalij Pietrow Wiktor Szajtar      | SMP Racing                | 8   | 9   | 3   | 6   | NU  | 6   | 10  | 7   | 8   | 63     |
| 10   | Maurizio Mediani Nicolas Minassian                 | SMP Racing                | 10  | NU  | 5   | 8   | 6   | 4   | 8   | 6   | 9   | 59     |
| 11   | Nick Leventis                                      | Strakka Racing            | 5   | NU  | 4   | 4   | 4   | NU  | –   | –   | –   | 58     |
| 12   | Sean Gelael                                        | Extreme Speed Motorsports | –   | –   | –   | –   | –   | –   | 4   | 2   | 5   | 40     |
| 13   | David Cheng Ho-Pin Tung                            | Baxi DC Racing Alpine     | 7   | NU  | NU  | 7   | 5   | 8   | 9   | 8   | 6   | 40     |
| 14   | Roberto Merhi                                      | Manor                     | 6   | 3   | NU  | NU  | –   |     | 7   | –   | 7   | 35     |
| 15   | Danny Watts                                        | Strakka Racing            | 5   | NU  | 4   | –   | –   | –   | –   | –   | –   | 34     |
| 16   | Michaił Aloszyn                                    | SMP Racing                | –   | –   | 5   | –   | –   | –   | 8   | 6   | 9   | 34     |
| 17   | Matt Rao                                           | Manor                     | 6   | 3   | NU  | NU  | NU  | NU  | 7   | 9   | 10  | 33     |
| 17   | Richard Bradley                                    | Manor                     | 6   | 3   | –   | NU  | NU  | NU  | 7   | 9   | 10  | 33     |
| 18   | Lewis Williamson                                   | Strakka Racing            | –   | –   | –   | 4   | 4   | NU  | 6   | –   | –   | 32     |
| 19   | Ed Brown Johannes van Overbeek Scott Sharp         | Extreme Speed Motorsports | 9   | 7   | 7   | 9   | 8   | 7   | –   | –   | –   | 32     |
| 20   | Antonio Giovinazzi                                 | Extreme Speed Motorsports | –   | –   | –   | –   | –   | –   | 4   | 2   | –   | 30     |
| Poz. | Kierowca                                           | Zespół                    | SIL | SPA | LMS | NUR | MEX | COA | FUJ | SHA | BHR | Punkty |

#### Trofeum Endurance dla kierowców LMGTE Am
Jedynie kierowcy startujący w klasie LMGTE Am.
| Poz. | Kierowca                                    | Zespół                  | SIL | SPA | LMS | NUR | MEX | COA | FUJ | SHA | BHR | Punkty |
| ---- | ------------------------------------------- | ----------------------- | --- | --- | --- | --- | --- | --- | --- | --- | --- | ------ |
| 1    | Emmanuel Collard François Perrodo Rui Águas | AF Corse                | 1   | 2   | 1   | 2   | 2   | 6   | 2   | 2   | 3   | 188    |
| 2    | Chalid al-Kubajsi David Heinemeier Hansson  | Abu Dhabi-Proton Racing | 5   | 6   | 2   | 4   | 1   | 5   | 5   | 4   | 1   | 151    |
| 3    | Mathias Lauda Pedro Lamy Paul Dalla Lana    | Aston Martin Racing     | 2   | 1   | NU  | 1   | NU  | 1   | 1   | 1   | NU  | 149    |
| 4    | Patrick Long                                | Abu Dhabi-Proton Racing | –   | 6   | 2   | 4   | 1   | –   | 5   | 4   | 1   | 130    |
| 5    | Christian Ried Wolf Henzler Joël Camathias  | KCMG                    | 4   | 4   | 6   | DK  | 3   | 2   | 3   | 3   | 2   | 121    |
| 6    | Pierre Ragues                               | Larbre Compétition      | 3   | 3   | 5   | 3   | NU  | 3   | 6   | 5   | 5   | 108    |
| 7    | Michael Wainright Adam Carroll Ben Barker   | Gulf Racing             | NU  | 5   | 3   | 5   | 4   | 4   | 4   | 6   | 4   | 106    |
| 8    | Yutaka Yamagishi                            | Larbre Compétition      | 3   | 3   | 5   | 3   | NU  | –   | 6   | –   | –   | 73     |
| 9    | Paolo Ruberti                               | Larbre Compétition      | 3   | 3   | –   | 3   | –   | –   | –   | –   | –   | 45     |
| 10   | Ricky Taylor                                | Larbre Compétition      | –   | –   | –   | –   | NU  | 3   | 6   | 5   | 5   |        |
| 11   | Andrew Howard Liam Griffin Gary Hirsch      | Aston Martin Racing     | –   | –   | 4   | –   | –   | –   | –   | –   | –   | 24     |
| 12   | Jean-Philippe Belloc                        | Larbre Compétition      | –   | –   | 5   | –   | –   | –   | –   | –   | –   | 20     |
| 13   | Romain Brandela                             | Larbre Compétition      | –   | –   | –   | –   | –   | –   | –   | 5   | 5   | 20     |
| 14   | Lars Viljoen                                | Larbre Compétition      | –   | –   | –   | –   | –   | 3   | –   | –   | –   | 15     |
| 15   | Duncan Cameron Aaron Scott Matt Griffin     | AF Corse                | –   | –   | 7   | –   | –   | –   | –   | –   | –   | 12     |
| 16   | Klaus Bachler                               | Abu Dhabi-Proton Racing | 5   | –   | –   | –   | –   | –   | –   | –   | –   | 11     |
| 17   | Kévin Estre                                 | Abu Dhabi-Proton Racing | –   | –   | –   | –   | –   | 5   | –   | –   | –   | 10     |
| Poz. | Kierowca                                    | Zespół                  | SIL | SPA | LMS | NUR | MEX | COA | FUJ | SHA | BHR | Punkty |

### Klasyfikacje producentów

#### Mistrzostwo Świata Producentów
Jedynie fabryczni konstruktorzy prototypów LMP1.
| Poz. | Producent | SIL | SPA | LMS | NUR | MEX | COA | FUJ | SHA | BHR | Punkty |
| ---- | --------- | --- | --- | --- | --- | --- | --- | --- | --- | --- | ------ |
| 1    | Porsche   | 1   | 2   | 1   | 1   | 1   | 1   | 3   | 1   | 3   | 324    |
| 1    | Porsche   | NU  | 4   | 5   | 4   | 4   | 4   | 5   | 4   | 6   | 324    |
| 2    | Audi      | NU  | 1   | 3   | 2   | 2   | 2   | 2   | 5   | 1   | 266    |
| 2    | Audi      | WYK | 3   | 4   | 3   | 5   | 6   | NU  | 6   | 2   | 266    |
| 3    | Toyota    | 2   | 5   | 2   | 5   | 3   | 3   | 1   | 2   | 4   | 229    |
| 3    | Toyota    | 3   | NU  | NS  | 6   | NU  | 5   | 4   | 3   | 5   | 229    |

#### Puchar Świata Producentów GT
Jedynie konstruktorzy startujący w klasach GT.
| Poz. | Producent    | SIL | SPA | LMS | NUR | MEX | COA | FUJ | SHA | BHR | Punkty |
| ---- | ------------ | --- | --- | --- | --- | --- | --- | --- | --- | --- | ------ |
| 1    | Ferrari      | 1   | 1   | 4   | 1   | 2   | 2   | 3   | 3   | 2   | 294    |
| 1    | Ferrari      | 2   | 6   | NU  | 2   | 4   | 3   | 4   | 5   | 3   | 294    |
| 2    | Aston Martin | 3   | 3   | 2   | 3   | 1   | 1   | 5   | 4   | 1   | 287    |
| 2    | Aston Martin | 7   | 5   | 3   | 5   | 3   | 5   | 6   | 7   | 5   | 287    |
| 3    | Ford         | 4   | 2   | 1   | 4   | 5   | 4   | 1   | 1   | 4   | 241.5  |
| 3    | Ford         | 5   | NU  | 8   | 11  | 11  | 12  | 2   | 2   | 6   | 241.5  |
| 4    | Porsche      | 8   | 4   | 5   | 6   | 6   | 6   | 7   | 6   | 7   | 123    |
| 4    | Porsche      | 9   | 7   | 6   | 9   | 7   | 8   | 10  | 9   | 8   | 123    |

### Klasyfikacje zespołów

#### Trofeum Endurance dla prywatnych ekip LMP1
| Poz. | Zespół                  | SIL | SPA | LMS | NUR | MEX | COA | FUJ | SHA | BHR | Punkty |
| ---- | ----------------------- | --- | --- | --- | --- | --- | --- | --- | --- | --- | ------ |
| 1    | #13 Rebellion Racing    | 1   | 1   | NU  | 1   | 1   | 1   | 1   | 2   | 1   | 193    |
| 2    | #4 ByKolles Racing Team | 3   | 3   | NU  | NU  | 2   | 2   | NU  | 1   | 2   | 109    |
| 3    | #12 Rebellion Racing    | 2   | 2   | 1   | 2   | –   | –   | –   | –   | –   | 104    |

#### Trofeum Endurance dla zespołów LMP2
| Poz. | Zespół                        | SIL | SPA | LMS | NUR | MEX | COA | FUJ | SHA | BHR | Punkty |
| ---- | ----------------------------- | --- | --- | --- | --- | --- | --- | --- | --- | --- | ------ |
| 1    | #36 Signatech Alpine          | 4   | 1   | 1   | 1   | 2   | 1   | 3   | 4   | 3   | 199    |
| 2    | #43 RGR Sport by Morand       | 1   | 3   | 6   | 2   | 1   | 2   | 2   | 3   | 2   | 169    |
| 3    | #26 G-Drive Racing            | 3   | 4   | 2   | NU  | 7   | 3   | 1   | 1   | 1   | 164    |
| 4    | #31 Extreme Speed Motorsports | 2   | 2   | 8   | 3   | 3   | 5   | 5   | 5   | 4   | 116    |
| 5    | #30 Extreme Speed Motorsports | 8   | 5   | 7   | 9   | 8   | 7   | 4   | 2   | 5   | 78     |
| 6    | #37 SMP Racing                | 7   | 7   | 3   | 6   | NU  | 6   | 10  | 7   | 7   | 71     |
| 7    | #42 Strakka Racing            | 5   | NU  | 4   | 4   | 4   | NU  | 6   | –   | –   | 66     |
| 8    | #27 SMP Racing                | 9   | NU  | 5   | 8   | 6   | 4   | 8   | 6   | 8   | 62     |
| 9    | #35 Baxi DC Racing Alpine     | 6   | NU  | NU  | 7   | 5   | 8   | 9   | 8   | 6   | 42     |
| 10   | #44 Manor                     | NU  | 6   | NU  | 5   | NU  | NU  | 7   | 9   | 9   | 29     |

#### Trofeum Endurance dla zespołów LMGTE Pro
| Poz. | Zespół                        | SIL | SPA | LMS | NUR | MEX | COA | FUJ | SHA | BHR | Punkty |
| ---- | ----------------------------- | --- | --- | --- | --- | --- | --- | --- | --- | --- | ------ |
| 1    | #95 Aston Martin Racing       | 3   | NU  | 2   | 3   | 3   | 1   | 5   | 4   | 1   | 156    |
| 2    | #67 Ford Chip Ganassi Team UK | 4   | 2   | 5   | 7   | 5   | 4   | 1   | 1   | 4   | 141    |
| 3    | #71 AF Corse                  | 1   | 1   | NU  | 2   | 4   | 3   | 4   | 5   | 3   | 134    |
| 4    | #66 Ford Chip Ganassi Team UK | 5   | NU  | 1   | 4   | 7   | 7   | 2   | 2   | 6   | 129    |
| 5    | #51 AF Corse                  | 2   | NU  | NU  | 1   | 2   | 2   | 3   | 3   | 2   | 128    |
| 6    | #97 Aston Martin Racing       | NU  | 3   | 3   | 5   | 1   | 5   | 6   | NU  | 5   | 109    |
| 7    | #77 Dempsey-Proton Racing     | 6   | 4   | 4   | 6   | 6   | 6   | 7   | 6   | 7   | 88     |

#### Trofeum Endurance dla zespołów LMGTE Am
| Poz. | Zespół                      | SIL | SPA | LMS | NUR | MEX | COA | FUJ | SHA | BHR | Punkty |
| ---- | --------------------------- | --- | --- | --- | --- | --- | --- | --- | --- | --- | ------ |
| 1    | #83 AF Corse                | 1   | 2   | 1   | 2   | 2   | 6   | 2   | 2   | 3   | 188    |
| 2    | #88 Abu Dhabi-Proton Racing | 5   | 6   | 2   | 4   | 1   | 5   | 5   | 4   | 1   | 151    |
| 3    | #98 Aston Martin Racing     | 2   | 1   | NU  | 1   | NU  | 1   | 1   | 1   | NU  | 149    |
| 4    | #78 KCMG                    | 4   | 4   | 5   | DK  | 3   | 2   | 3   | 3   | 2   | 125    |
| 5    | #50 Larbre Compétition      | 3   | 3   | 4   | 3   | NU  | 3   | 6   | 5   | 5   | 112    |
| 6    | #86 Gulf Racing             | NU  | 5   | 3   | 5   | 4   | 4   | 4   | 6   | 4   | 106    |